# Euxton
Euxton is een civil parish in het bestuurlijke gebied Chorley, in het Engelse graafschap Lancashire met 9993 inwoners.